# توپراق‌قلعه، ترکیه
توپراق‌قلعه (به ترکی استانبولی: Toprakkale) شهری است در کشور ترکیه که در استان عثمانیه واقع شده‌است. جمعیت این شهر بر اساس سرشماری سال ۲۰۰۸ میلادی ۷٬۸۰۳ نفر و بر اساس برآوردهای سال ۲۰۰۹ میلادی ۸٬۱۸۳ نفر می‌باشد.